# Plagiochila gymnoclada
Plagiochila gymnoclada là một loài rêu trong họ Plagiochilaceae. Loài này được Sande Lac. mô tả khoa học đầu tiên.